# (9225) Daiki
(9225) Daiki est un astéroïde de la ceinture principale.

## Description
(9225) Daiki est un astéroïde de la ceinture principale. Il fut découvert le 10 janvier 1996 à Ōizumi par Takao Kobayashi. Il présente une orbite caractérisée par un demi-grand axe de 2,68 UA, une excentricité de 0,15 et une inclinaison de 16,9° par rapport à l'écliptique.

## Compléments